# Stadion ARZ w Kropywnyckim
Stadion ARZ (ukr. Стадіон АРЗ) – wielofunkcyjny stadion w Kropywnyckim na Ukrainie. Domowa arena klubu Olimpik Kropywnycki.
Stadion "Spartak" (ukr. «Спартак») w Kropywnyckim został zbudowany w XX wieku i prezentował miejscowy Zakład Naprawy Samolotów (ukr. Кіровоградський авіаремонтний завод - АРЗ). Stadion zapisał się do historii tym, że 23 marca 1996 roku na stadionie rozegrała swój mecz domowy piłkarska drużyna Zirka-NIBAS Kirowohrad z Nywą Tarnopol. Mecz 20 kolejki Wyższej Ligi Ukrainy zobaczyło 6,5 tys. widzów. Na początku XXI wieku stadion zmienił nazwę na ARZ.